# Pachycereus fulviceps
Pachycereus fulviceps är en kaktusväxtart som först beskrevs av Frédéric Albert Constantin Weber och Schumann, och fick sitt nu gällande namn av David Richard Hunt. Pachycereus fulviceps ingår i släktet Pachycereus och familjen kaktusväxter. Inga underarter finns listade i Catalogue of Life.

## Bildgalleri

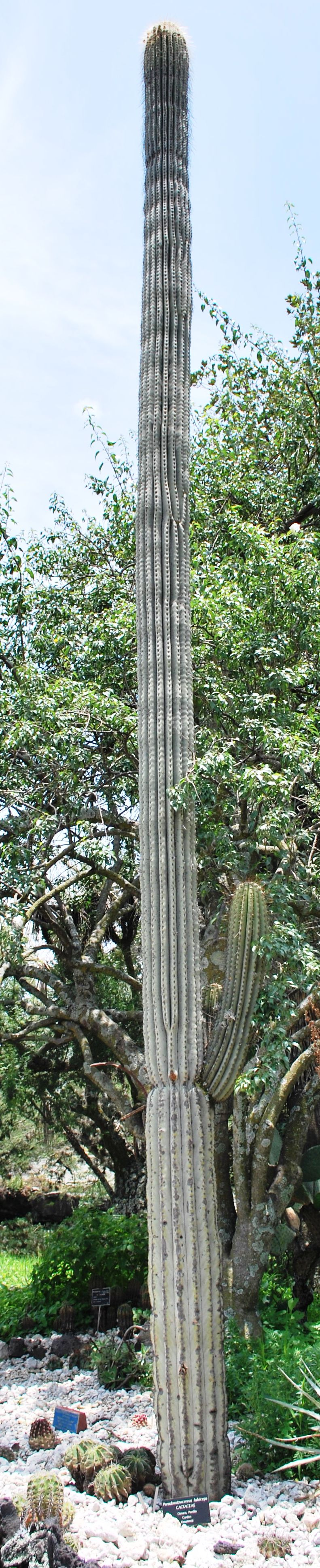